# D. F. Woudova parní čerpací stanice
D. F. Woudova parní čerpací stanice (nizozemsky Ir.D.F. Woudagemaal) je největší parní čerpací stanice na světě, která je stále provozuschopná. Nachází se na území města Lemmer. Slouží ke snižování vodní hladiny v nizozemské provincii Frísko. Přečerpává vodu z Fríska, která je ke stanici dováděna pomocí rozlehlé soustavy kanálů, do jezera IJsselmeer.
Stanici uvedla do provozu 7. října 1920 tehdejší nizozemská královna Vilemína. Roku 1955 proběhla výměna šesti stávajících parních kotlů za 4 nové. Stanice byla v plnohodnotném provozu do roku 1966. Právě v tomto roce začala fungovat J.L. Hooglandova stanice (již elektrická, ve 20 km vzdáleném Stavorenu) a D.F. Woudova stanice je od té doby využívána příležitostně, funguje jako záložní možnost čerpání vody. Od roku 1998 figuruje na seznamu světového kulturního dědictví UNESCO.

## Fotogalerie

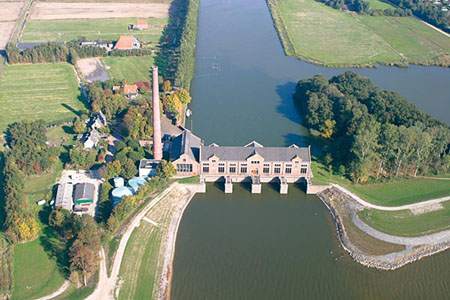
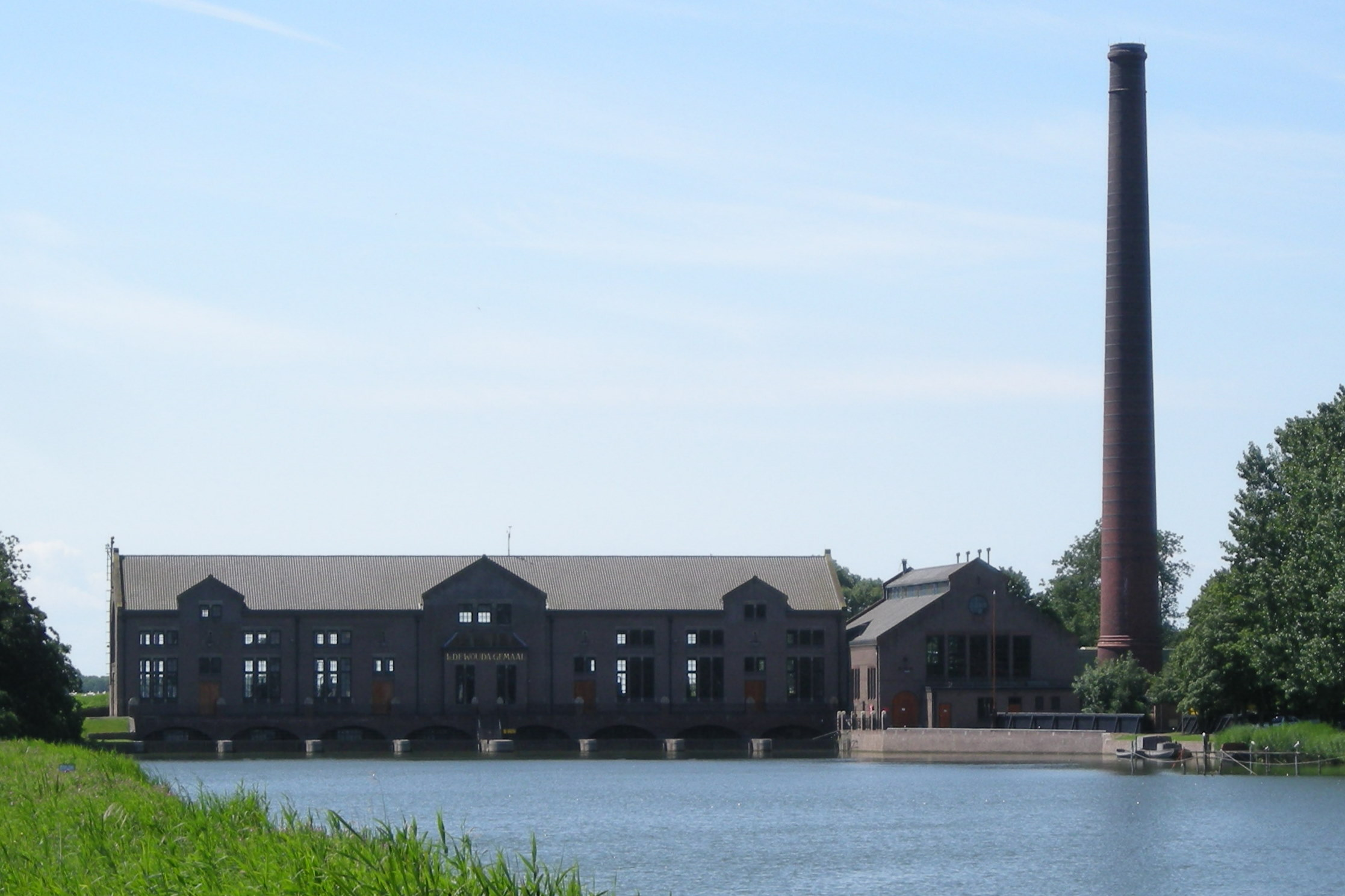
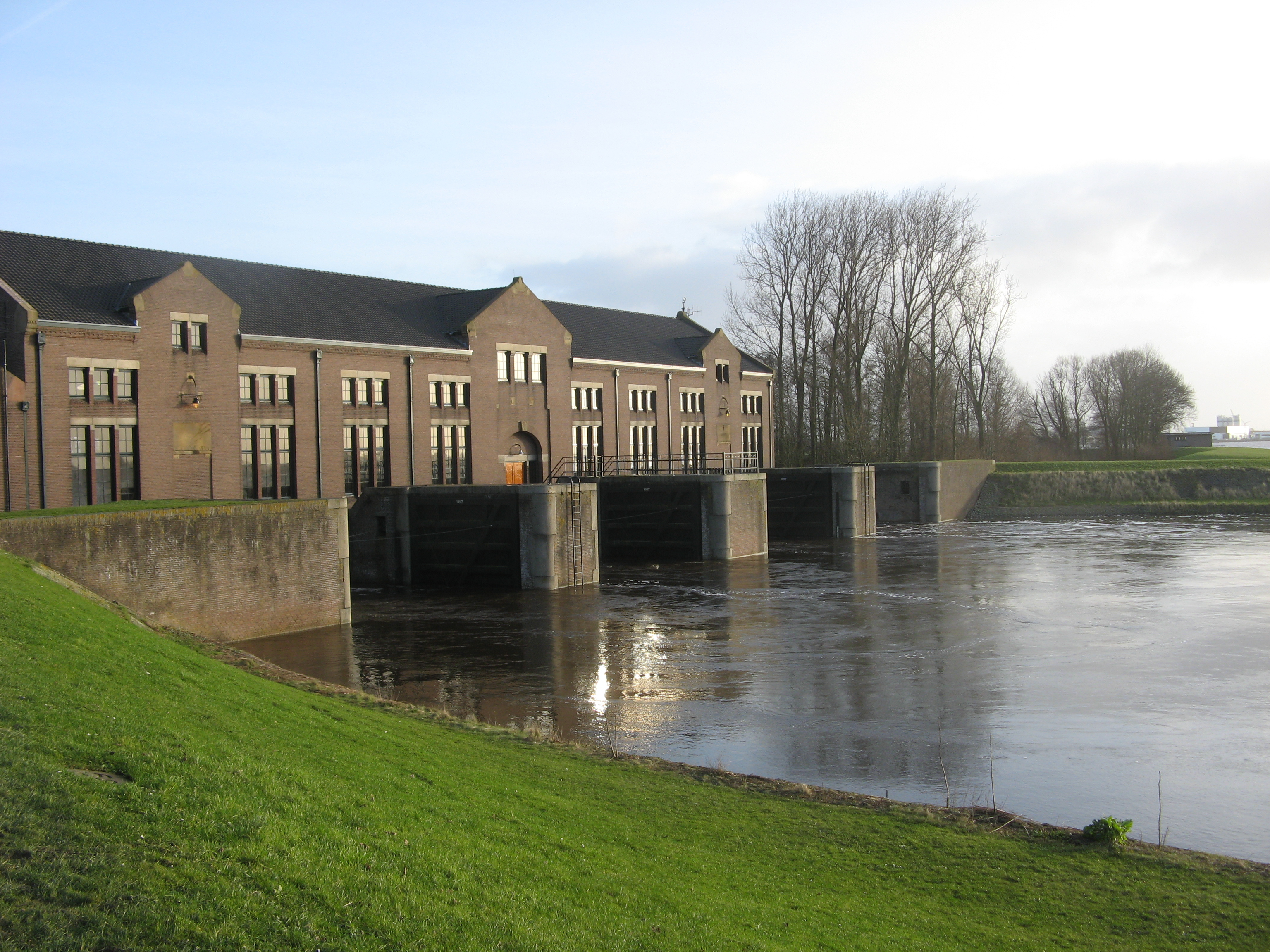
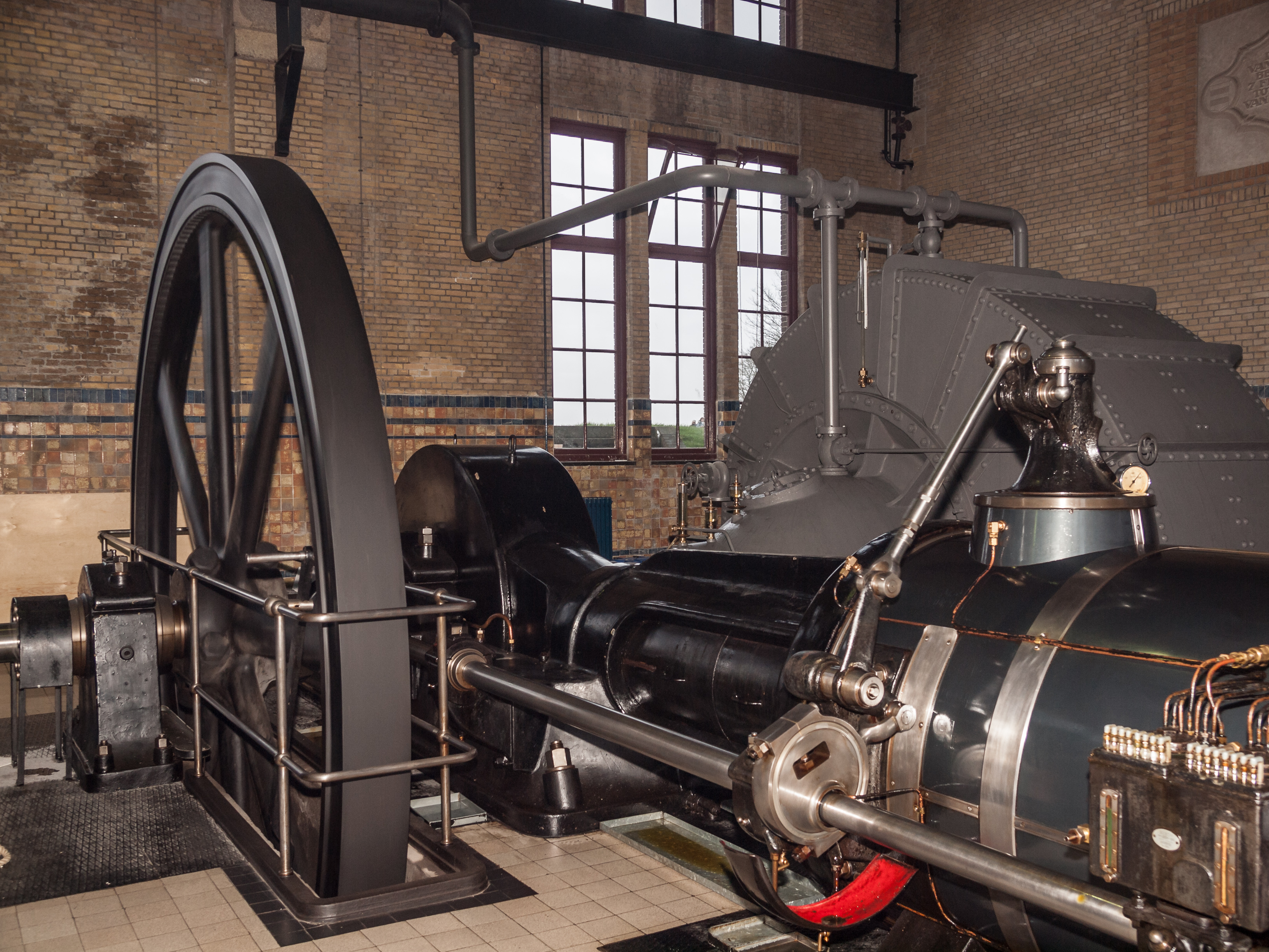
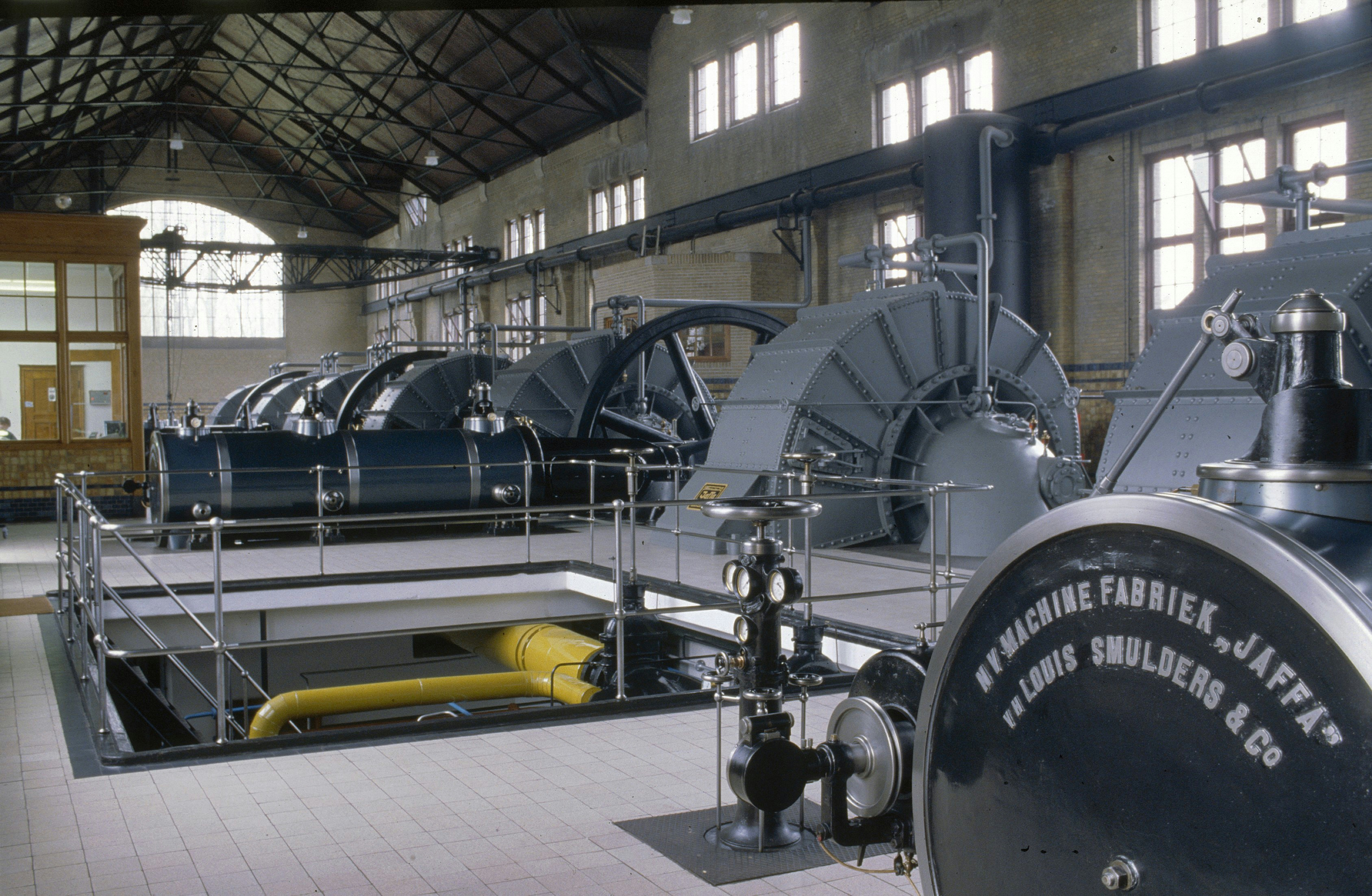